# Erste Belagerung von Warschau (1794)
Racławice •
Warschauer Erhebung •
Wilnaer Erhebung •
Niemenczyn •
Polany •
Lipniszki •
Szczekociny •
Chełm •
Soły •
Kurlander Erhebung •
Gołków •
Raszyn •
Kolno •
Błonie •
Warschau (1) •
Sałaty •
Słonim •
Lubań •
Krupczyce •
Terespol •
Großpolnische Erhebung •
Łabiszyn •
Bydgoszcz •
Maciejowice •
Kobyłka •
Praga •
Warschau (2)

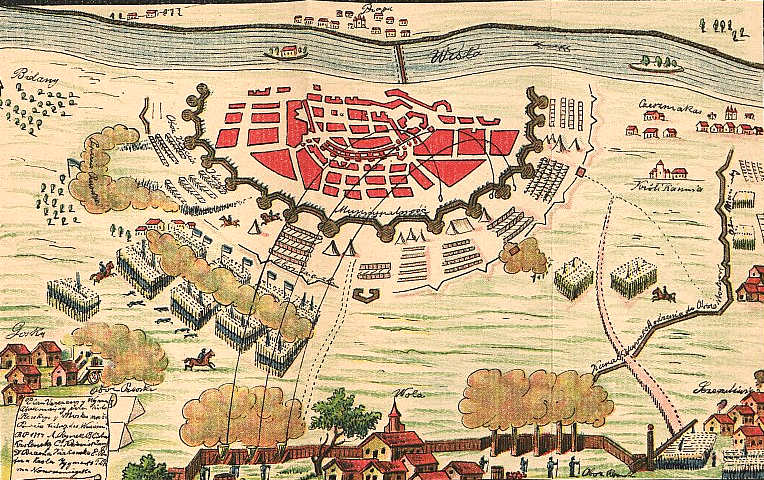
Belagerung von Warschau 1794

Die Erste Belagerung von Warschau fand 1794 während des Kościuszko-Aufstands statt. Preußen und Russen belagerten die Hauptstadt der Rzeczpospolita (Polnisch-Lithauische Konföderation). Die Belagerung endete mit einem polnischen Sieg, da Preußen und Russen nach zwei Monaten abzogen.

## Vorgeschichte
Die Hauptstadt Warschau wurde von beiden Seiten als extrem wichtig für den Sieg bzw. die Niederwerfung des Kościuszko-Aufstandes angesehen.

## Streitkräfte
Kościuszko schaffte es, die Hauptstadt für die Belagerung vorzubereiten. Er teilte seine Truppen in die Feldarmee (23.000), die Garnison (3.000) und die Stadtmiliz (18.000). Weitere 35.000 Männer und 200 Kanonen standen ihm außerdem zur Verfügung. Die Feldarmee hatte außerhalb der Stadt Festungen, Schützengräben und andere Befestigungen zur Verfügung.
Die preußisch-russischen Truppen wurden von Friedrich Wilhelm II. kommandiert, dessen Armee wahrscheinlich 25.000 und 179 Kanonen stellte, die Russen stellten bis zu 65.000 Mann und 74 Kanonen. Sie wurden von Hans Heinrich von Fersen geführt. Die Truppenstärke ist jedoch unter Historikern umstritten.

## Die Belagerung
Die Belagerer zögerten einen Angriff noch heraus, bis schwere Artillerie herangeschafft werden konnte. Am 27. Juli fand der erste Angriff statt, den Prinz Józef Poniatowski jedoch zurückwarf. Zwischen dem 26. und dem 28. August fand der zweite Angriff statt. Nach dessen Scheitern zog Friedrich Wilhelm die Truppen ab. Preußen zog sich an den Bzura zurück, während von Fersen seine russischen Truppen in der Nähe des Pilica stationierte.

## Folgen
Trotz des polnischen Sieges folgte das Ende des polnischen Aufstandes bald mit Kościuszkos Niederlage bei der Schlacht von Maciejowice im Oktober und der Eroberung Warschaus (Schlacht bei Praga) im November.